# Adrian Lulgjuraj

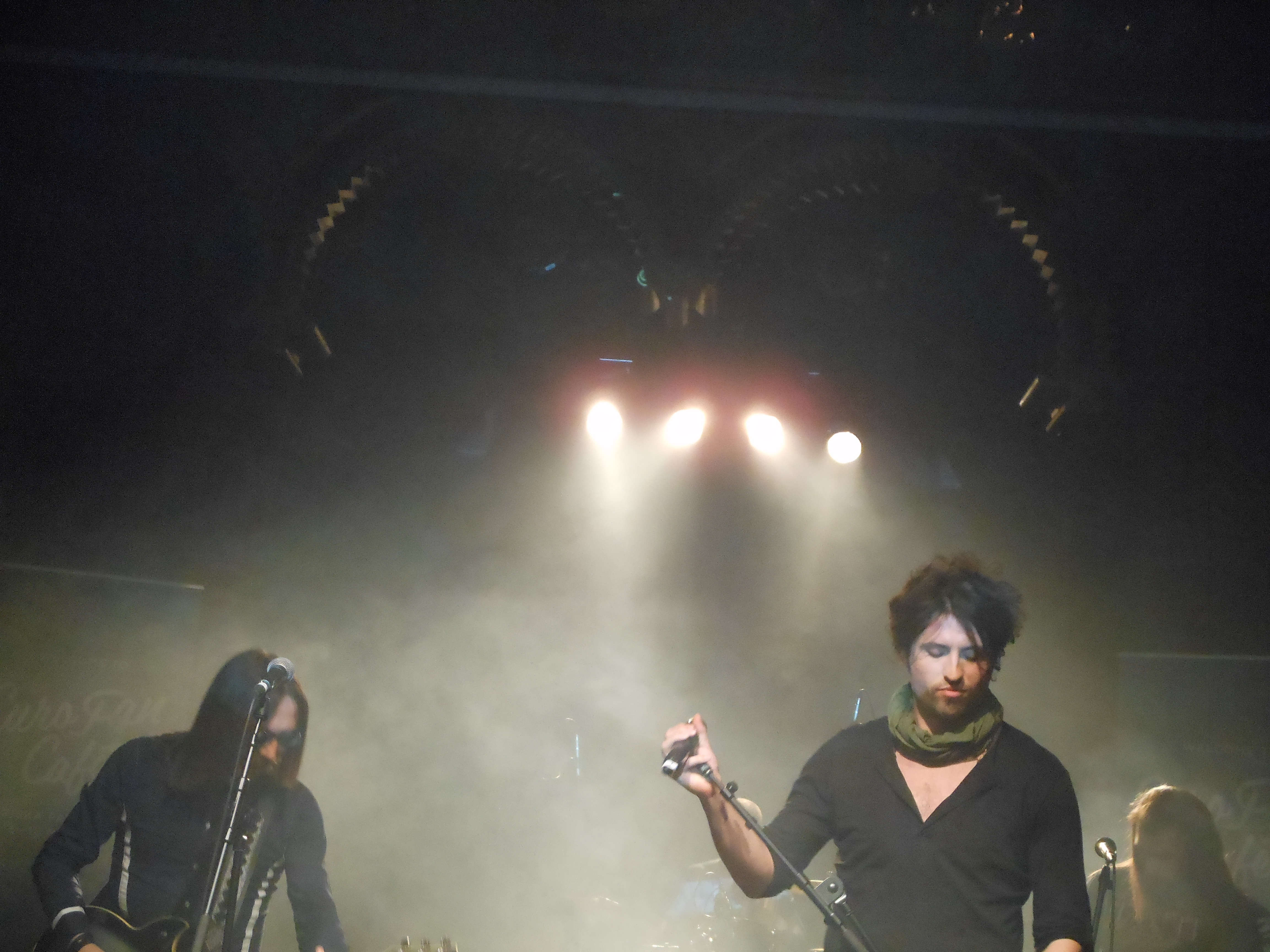
Adrian Lulgjuraj 2013 (rechts)

Adrian Lulgjuraj (* 19. August 1980 in Ulcinj, Sozialistische Republik Montenegro, Sozialistische Föderative Republik Jugoslawien) ist ein montenegrinischer Sänger albanischer Ethnie und hauptberuflich Anwalt.

## Hintergrund
Zusammen mit dem Rockmusiker Bledar Sejko gewann er beim 51. Festivali i Këngës mit dem von Sejko komponierten Rocksong Identitet und durfte daher beim Eurovision Song Contest 2013 für Albanien antreten. Die Musiker konnten sich allerdings nicht für das Finale qualifizieren.

## Diskografie
Singles
- 2011: Të mori një det
- 2012: Identitet (feat. Bledar Sejko)
- 2012: Evoloj